# Необходимость (философия)
Необходимость — характеристика явления, однозначно определённого некоторой областью действительности, предсказуемого в рамках знания о ней. Необходимость противопоставляют случайности.

## Категории необходимости
Выделяют различные виды необходимости:
- Логическая (формальная) необходимость — суждение, противоположное которому всегда будет ложным.
- Реальная (физическая) необходимость — фактическая обусловленность явления определёнными обстоятельствами.
- Нравственная необходимость поведения в силу этических, моральных, религиозных и прочих убеждений.